# Fondation Fyssen
La Fondation Fyssen est une fondation scientifique française créée par Héraclios Fyssen, un industriel de l'électronique.

## Objectifs
La Fondation Fyssen a pour objectif de promouvoir sous toutes ses formes l’analyse scientifique des mécanismes logiques du comportement chez les êtres vivants ainsi que leur développement ontogénétique et phylogénétique. La fondation soutient les recherches relatives à la compréhension des processus cognitifs chez l’homme et l’animal ainsi que ses fondements biologiques et culturels[réf. non conforme].

## Bourses et financements
La fondation propose annuellement des bourses postdoctorales à de jeunes chercheurs étrangers voulant travailler dans un laboratoire français ainsi qu'à de jeunes chercheurs français voulant travailler dans un laboratoire étranger,. Elle finance des recherches dans les domaines de l’éthologie, la psychologie, la paléontologie, l’archéologie, l’anthropologie sociale et la neurobiologie.

## Prix et subventions
Reconnue d'utilité publique par décret du 21 mars 1979, la fondation décerne aussi annuellement son Prix international de la Fondation Fyssen depuis 1980 et une subvention de recherche permettant l’établissement de jeunes équipes de recherche indépendantes.